# Acalypha chiapensis
Acalypha chiapensis é uma espécie de flor do gênero Acalypha, pertencente à família Euphorbiaceae.